# Notomys robustus
Notomys robustus este o specie de șoarece extinctă. Este cunoscută doar din craniile găsite în pelete de bufnițe din lanțul Flinders, Australia. Unele pelete includ și oase ale șoarecelui de casă, introdus de europeni, ceea ce indică faptul că specia a supraviețuit în vremuri recente, posibil a doua jumătate a secolului al XIX-lea. După craniu, se crede că a fost relativ mare (poate de dimensiunea lui N. amplus sau poate chiar puțin mai mare) și a evitat întâmplător să fie colectat de naturaliști la începutul secolului al XIX-lea. După localizarea rămășițelor se presupune că prefera soluri argiloase în loc de soluri nisipoase.